# Coulonges-Thouarsais

Coulonges-Thouarsais este o comună în departamentul Deux-Sèvres, Franța. În 2009 avea o populație de 431 de locuitori.